# Sphère de Dyson
Vous lisez un « article de qualité » labellisé en 2011.
Pour les articles homonymes, voir Sphère (homonymie) et Dyson (homonymie).

Schéma d’une coquille de Dyson d’une unité astronomique de rayon.

Une sphère de Dyson est une mégastructure hypothétique décrite en 1960 par le physicien et mathématicien américano-britannique Freeman Dyson, dans un court article publié dans la revue Science et intitulé Search for Artificial Stellar Sources of Infrared Radiation (« Recherche de sources stellaires artificielles de rayonnements infrarouges »). Cette structure d'astro-ingénierie consiste en une sphère de matière, artificielle et creuse, située autour d'une étoile et conçue pour en capturer presque toute l’énergie émise pour une utilisation industrielle. Dyson nomme également cette structure « biosphère artificielle ».
Bien que Dyson ait été le premier à formaliser et populariser ce concept, auquel son nom reste attaché pour cette raison, l'idée lui en est venue en 1945 après la lecture du roman de science-fiction Star Maker d'Olaf Stapledon paru huit ans plus tôt. Dyson a également été influencé par la sphère imaginée par le Britannique John Desmond Bernal en 1929. Dans son article, Dyson explique qu'une telle sphère est un moyen idéal pour une civilisation très avancée de faire face à un accroissement démographique exponentiel. Il la décrit comme une coquille enserrant son étoile parente, captant la quasi-intégralité de sa radiation stellaire. Dyson explique que de telles sphères pourraient aussi abriter des structures d'habitations. Enfin, il recommande d'observer la Galaxie dans l'infrarouge afin de détecter de possibles sphères dans notre galaxie.
Dyson, mais aussi d'autres auteurs après lui, ont décrit les propriétés de cette sphère, aussi bien concernant sa composition, sa température, sa localisation au sein de son système solaire, que sa capacité de déplacement. L'idée qu'une civilisation extraterrestre avancée puisse pallier ses problèmes énergétiques au moyen d'une biosphère artificielle est une solution possible au paradoxe de Fermi, problème auquel Dyson a tenté de répondre en précisant les conditions d'observation. Le modèle élaboré par Dyson a influencé nombre de mégastructures hypothétiques. Plusieurs programmes de recherche de possibles sphères de Dyson ont été menés depuis 1985. Si des étoiles ont pu afficher des caractéristiques proches de celles attendues concernant ces mégastructures spatiales, aucune conclusion n'a pu être tirée concernant l'existence probante de tels objets artificiels. En revanche, la science-fiction a beaucoup utilisé l'idée de Dyson, que ce soit en littérature, au cinéma, dans les jeux vidéo, ainsi qu'à la télévision.
Freeman Dyson a explicitement considéré qu'avec les moyens techniques disponibles, la conception d'une coquille solide de cette taille est mécaniquement impossible, en raison des contraintes de matériaux, de la gravité et de la stabilité structurelle ; elle nécessiterait des matériaux et une ingénierie allant bien au-delà de nos capacités théoriques actuelles. Il a donc proposé des variantes plus crédibles :
- variante en essaim  ; c'est une collection lâche de milliards d'objets indépendants (satellites collecteurs d'énergie solaire, habitats spatiaux, etc.) orbitant autour d'une étoile. Ces objets ne sont pas connectés physiquement et suivent chacun leur propre orbite et chaque élément est indépendant et peut être ajouté ou retiré sans affecter la structure globale. L'ensemble est une solution évolutive.
- variante Bulle de Dyson (Dyson Bubble), où les éléments ne sont pas en orbite mais maintenus en position fixe (ou "statites") autour de l'étoile grâce à la pression des radiations de l'étoile sur des voiles solaires géantes permettant à ces éléments de "flotter en équilibre, cette force s'opposant à la gravité de l'étoile. Ceci nécessiterait des voiles solaires immenses et extrêmement légères, un défi technologique considérable, mais évite les problèmes d'orbites multiples de l'essaim ou la rigidité de la coquille.

## Genèse

### Stapledon et Kardachev
Freeman J. Dyson a eu l'idée des « biosphères artificielles » en lisant le roman de science-fiction Star Maker (Créateur d'étoiles, 1937) d'Olaf Stapledon, qui décrit des « pièges à lumière » (light traps) : des mégastructures produites par une civilisation très avancée technologiquement. Dans Créateur d'étoiles, des centaines de milliers de mondes ont construit des structures habitables concentriques enserrant leurs étoiles, captant ainsi la majeure partie de leurs radiations solaires, pour leurs besoins énergétiques. Les anneaux extérieurs, plus éloignés du soleil, se composent quant à eux de globes abritant la vie. John Desmond Bernal a cependant été le premier, dès 1929, dans son ouvrage The World, the Flesh, and the Devil, à penser un habitat spatial consistant en une coquille creuse de 1,6 km de diamètre, avec une population de 20 000 à 30 000 personnes et remplie d'air. Les autres modèles qui ont suivi (le Sunflower, le tore de Stanford et le cylindre O'Neill) ont, à l'image de l'idée initiale de Bernal, imaginé une mégastructure produisant elle-même son énergie solaire. L'écrivain de science-fiction Raymond Z. Gallun imagine quant à lui, dans Iszt–Earthman (1938) puis dans The Raiders of Saturn's Ring (1941), comment l'humanité pourrait démanteler des planètes entières pour fabriquer des anneaux dans lesquels les terriens vivraient, en orbite autour du Soleil. Revenant sur ces écrits, Gallun se considère comme l'un des précurseurs de la théorie de Dyson.
Dyson a également connaissance des travaux de l’astronome russe Nikolaï Kardachev, qui a établi une classification des civilisations extraterrestres, selon l'usage qu'elles font de l'énergie disponible dans leurs environnements. Une civilisation de type I est capable d'utiliser toute l'énergie disponible sur sa planète d'origine (approximativement une puissance de 1,74 × 1017 watts, soit l'équivalent de cent millions de réacteurs nucléaires comme l'EPR). Une civilisation de type II doit s'avérer capable de collecter toute l'énergie de son étoile centrale, soit une puissance valant à peu près 1026 W. Une sphère de Dyson appartient donc au type II. Enfin, une civilisation de type III a à sa disposition toute l'énergie émise par la galaxie dans laquelle elle est située, soit près de 1036 W. S'appuyant sur cette échelle, Dyson a calculé qu'une société avec 1 % de croissance économique annuelle peut atteindre le type II en 2 500 ans, c'est-à-dire qu'elle est susceptible de puiser directement, et intégralement, son énergie de son étoile.

### Search for Artificial Stellar Sources of Infrared Radiation(1960)

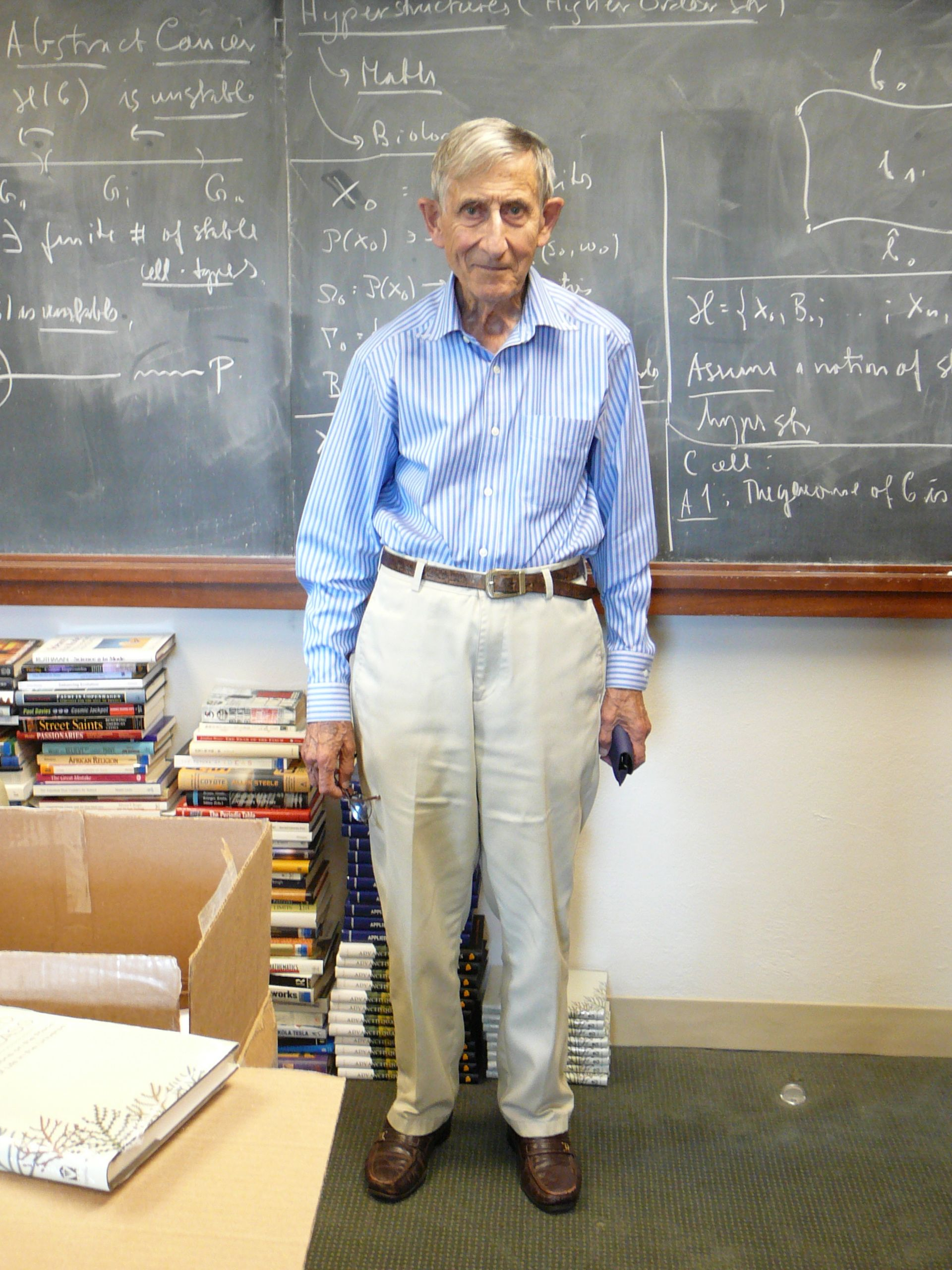
Le physicien et mathématicien Freeman J. Dyson en 2007.

Freeman Dyson, mathématicien et physicien travaillant à l'Institute for Advanced Study de Princeton, propose l'hypothèse des mégastructures sphériques dans un court article, publié dans Science, et intitulé Search for Artificial Stellar Sources of Infrared Radiation (« Recherche de sources stellaires artificielles de rayonnements infrarouges »), le 3 juin 1960. Il part du postulat que des civilisations extraterrestres ont une avance technologique sur l'humanité : « Il est donc plus que probable que de tels êtres observés par nous auront existé depuis des millions d'années, et auront atteint un niveau technologique surpassant le nôtre par de nombreux ordres de magnitude. Une hypothèse de travail raisonnable est alors que leur habitat se sera étendu jusqu'aux limites fixées par les principes malthusiens. » Dyson postule ensuite que ces civilisations extraterrestres possèdent un système solaire semblable au nôtre : « En prenant notre propre système solaire comme modèle, nous atteindrons au moins une image possible de ce qui pourrait normalement arriver ailleurs. Je n'affirme pas que cela se produira dans notre système ; je dis seulement que c'est ce qui pourrait s'être produit dans d'autres systèmes. »
Or, une civilisation extraterrestre à la conquête de son système solaire, et assez avancée technologiquement, a besoin d'une double alimentation : en matière et en énergie. Dyson rappelle que celle de l'espèce humaine est actuellement (en 1960) de l'ordre de 1020 ergs/s. Cependant : « Les quantités de matière et d'énergie dont on pourrait imaginer qu'elles nous deviennent accessibles au sein du système solaire sont de 2 × 1030 g (la masse de Jupiter) et 4 × 1033 ergs/s (la diffusion totale de l'énergie solaire). » Dyson évoque donc deux solutions accessibles à une civilisation hautement avancée, au sein de son système solaire : son étoile (le Soleil dans le cas de la Terre) pour l'énergie et sa géante gazeuse (Jupiter le cas échéant) pour la matière. La masse de la géante gazeuse, une fois manipulée à cette fin, permettrait de créer une mégastructure apte à capter l'énergie de l'étoile. Toutefois, la manipulation technologique permettant d'utiliser cette source nécessite elle-même de l'énergie. Dyson imagine en effet de « désassembler et de réarranger une planète de la taille de Jupiter », et estime cette opération à environ 1044 ergs, c'est-à-dire à une quantité d'énergie égale à celle irradiée par le Soleil en 800 ans. « Enfin, la masse de Jupiter, si elle est distribuée dans une coque sphérique tournant autour du Soleil au double de la distance où se trouve la Terre, aurait une épaisseur telle que la masse soit de 200 g/cm2 de surface (2 à 3 m, en fonction de la densité). Une coque de cette épaisseur pourrait être rendue habitable avec confort, et pourrait contenir toute la machinerie nécessaire à l'exploitation de la radiation solaire tombant dessus depuis l'intérieur. »
Le physicien revient sur la nécessité civilisationnelle de cette mégastructure, expliquant comment l'accroissement démographique a pu motiver la construction d'une biosphère artificielle : « sauf accidents, les pressions malthusiennes finiront par amener les espèces intelligentes à adopter une telle exploitation efficace des ressources à leur disposition. On devrait s'attendre à ce que, dans les quelques milliers d'années de son entrée dans l'étape de son développement industriel, toute espèce intelligente se retrouve à occuper une biosphère artificielle entourant complètement son étoile parente. » Dyson conclut son article sur la possibilité, étant donné son exposé, d'observer le ciel en ne se limitant plus aux étoiles visibles, mais en étendant l'investigation aux sources d'émissions infrarouges (ce qu'il nomme les « étoiles infrarouges »). En effet : « L'habitat le plus probable pour de tels êtres serait un objet sombre, d'une taille comparable à celle de l'orbite terrestre, et d'une température de surface de 200 K à 300 K. Un tel objet sombre irradierait aussi intensément que l'étoile cachée à l'intérieur, mais la radiation serait dans l'infrarouge lointain, autour d'une longueur d'onde de 10 microns » Les candidates à cette observation dans l'infrarouge sont donc susceptibles d'être les « étoiles connues pour être des étoiles binaires avec des compagnons invisibles. »

### Critiques du concept

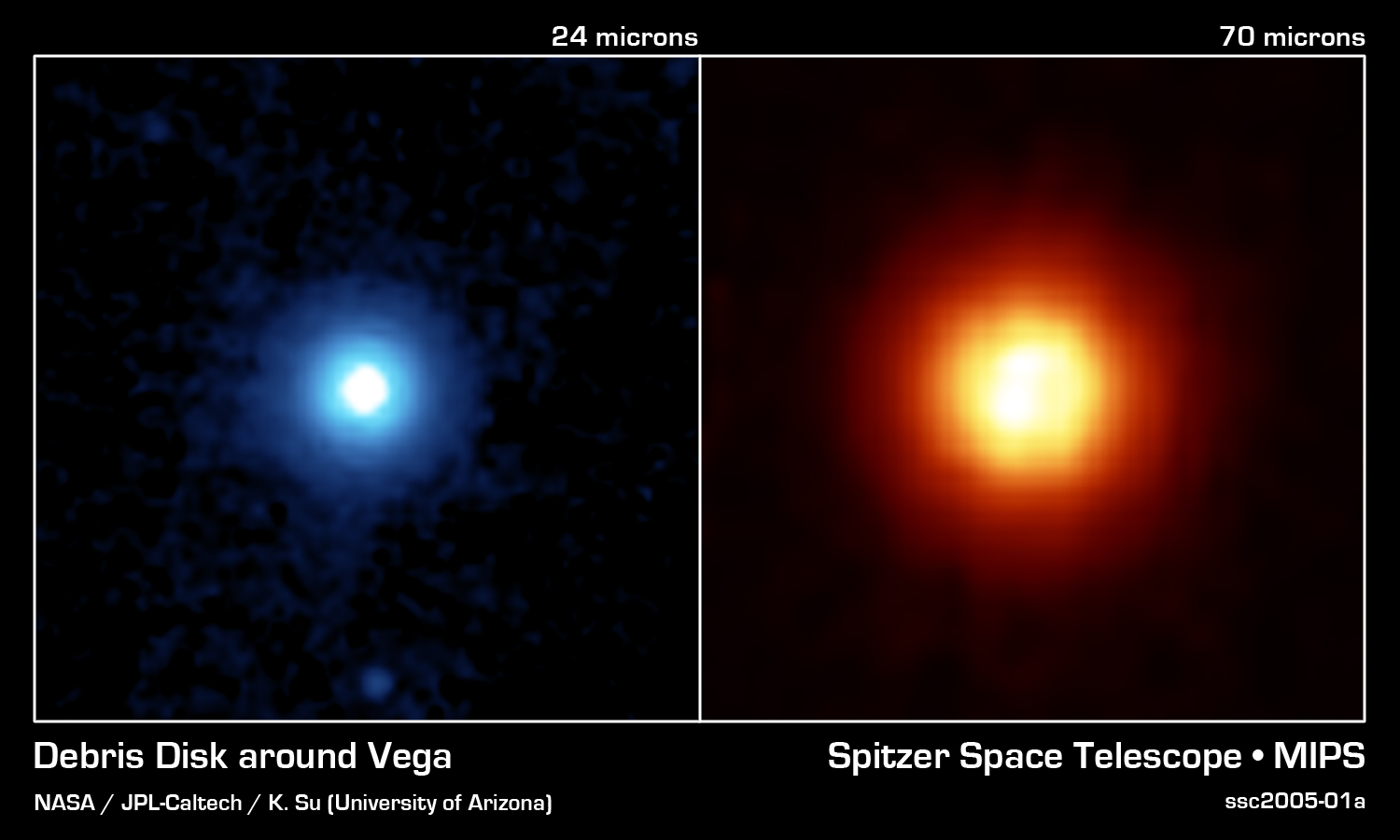
Les sources infrarouges de longueur d'onde d'environ 10 µm seraient des candidates possibles pour la recherche de sphères de Dyson (ici, l'étoile Véga observée par Spitzer).

L'article de Dyson ouvre une série de débats. Un résumé de l'article, intitulé Shells Around Suns May Have Been Built paraît dans Science News Letter le 18 juin 1960. Le 22 juillet 1960, un débat est lancé dans la rubrique Letters to the Editor de la revue Science. L'écrivain et critique scientifique britannique John Maddox, du Washington Post, réagit le premier à l'hypothèse de Dyson. Ce dernier considère la suggestion de Dyson comme peu réaliste, car la structure de la sphère ne respecte pas les lois mécaniques. Maddox pense qu'« il n'est pas concevable d'utiliser une planète comme Jupiter comme carrière à matériaux ». De plus, l'hypothèse de Dyson ne peut aboutir à réaliser une coque rigide capable de résister aux forces de cisaillement et à celles qui auraient tendance à déplacer l'ensemble vers le plan équatorial, déformant ainsi l'ouvrage. Maddox critique également le fait qu'une telle structure puisse atteindre une dimension d'une unité astronomique de rayon. L'écrivain scientifique considère que des êtres réellement intelligents et avancés auraient plutôt opté pour une structure en tore, couchée dans un plan perpendiculaire à l'axe de sa propre rotation, et ce même si cette configuration ne capterait qu'une infime partie de la radiation solaire par rapport au modèle de Dyson. Enfin, il ne comprend pas le lien entre la pression démographique future et la nécessité de créer des biosphères artificielles.
À la suite de Maddox, l'écrivain de science-fiction américain Poul Anderson, en passionné de spéculation futuriste, se doit cependant de préciser certains points de l'hypothèse initiale de Dyson. Selon lui, les contraintes mécaniques rendent impossibles une telle structure. Par ailleurs, l'apport énergétique nécessaire à sa fabrication, estimée à 800 ans par Dyson, ne pourrait être tenu en raison de l'accroissement démographique sur cette longue période de temps. Il est aussi impossible de se représenter une civilisation capable de « continuer patiemment cette énorme tâche, millénaire après millénaire. » Anderson renverse même l'argumentation de Dyson : une croissance démographique importante ne permettrait pas la stabilité politique nécessaire à la construction d'une biosphère artificielle. Toujours dans la même rubrique, l'ingénieur en aéronautique Eugene Sloane trouve quant à lui que l'idée de Dyson est « réalisable et raisonnable ». Il se demande ensuite pourquoi, si de telles civilisations avancées existent, aucune n'a pu entrer en contact avec l'humanité.
Freeman J. Dyson répond ensuite aux trois précédents intervenants. Premièrement, à l'argument selon lequel une biosphère artificielle ne pourrait résister aux efforts mécaniques, il concède qu'« une coquille solide ou un anneau entourant une étoile est mécaniquement impossible. » Il continue : « La forme de « biosphère » que j'ai envisagée consiste en une collection lâche ou un essaim d'objets sur des orbites indépendantes voyageant autour de l'étoile. La taille et la forme des objets individuels seraient choisies en fonction de ses habitants. » À la question de l'accroissement démographique, Dyson répond que les conclusions obtenues sont une « affaire de goût ». Il se contente de répondre qu'une telle augmentation ne saurait être planifiée ou imposée par un État policier ou dictatorial. Il reconnaît toutefois que ce sont des vues anthropomorphiques. Enfin, il note que la découverte de sources infrarouges typiques ne saurait prouver la vie extraterrestre. Plusieurs auteurs et scientifiques réagissent par la suite à l'hypothèse de Dyson. Carl Sagan et Russell G. Walker, dans The Infrared Detectability of Dyson Civilizations (1966) qualifient l'article de Dyson de très « stimulant ». Ils voient dans ses sphères un projet capable de mettre fin aux problèmes d'alimentation en énergie et de surpopulation.
En septembre 2021, l’astrophysicien taïwanais Tiger Yu-Yang Hsiao, proposait dans les Monthly Notices of the Royal Astronomical Society, un dispositif similaire à celui imaginé par Dyson adapté à un trou noir. D’après ses calculs, envelopper un tel astre d’une dizaine de kilomètres de diamètre avec des capteurs à photons permettrait de récolter une énergie équivalente à une dizaine de milliers de soleils.
L'astrophysicien et directeur de recherche CNRS à l'Institut d'astrophysique de Paris Nicolas Prantzos explique l'impossibilité de telles structures en reprenant les problèmes de solidité et de tension de cisaillement, mais évoque également l'instabilité à laquelle elle serait soumise du fait des perturbations gravitationnelles dues à l'étoile. Celles ci faisant tomber les différentes parties de la structure sur l'astre. De plus les petits corps peuplant un système solaire aboutiraient à la détérioration et, à terme, à la destruction de la structure, de manière inévitable. En outre la construction de ces sphère nécessiterait une quantité de matière de plusieurs masses planétaires, ce qui les rend impossibles à construire, en admettant avoir résolu toutes les quasi impossibilités techniques.
Selon l'astronome et théoricien Brian C. Lacki, même des essaims de Dyson, s'ils ont existé ou s'ils existent, pourraient ne pas persister assez longtemps pour que nous les trouvions. Si la civilisation qui les a construits disparait, sans entretien leur technosignature disparaitrait rapidement en raison d'instabilités gravitationnelles et de collisions inévitables. Les restes seraient projetés dans le milieu interstellaire si l'étoile hôte est très brillante, ou réduit en gaz ionisé. Selon lui, l'humanité ne disposerait que de 41 000 ans entre l'apparition d'une trace de ce type de civilisation et sa disparition, à moins que des extraterrestres ne soient assez intelligents pour parvenir un autre moyen de capter de l'énergie stellaire.

## Influence sur d'autres mégastructures hypothétiques

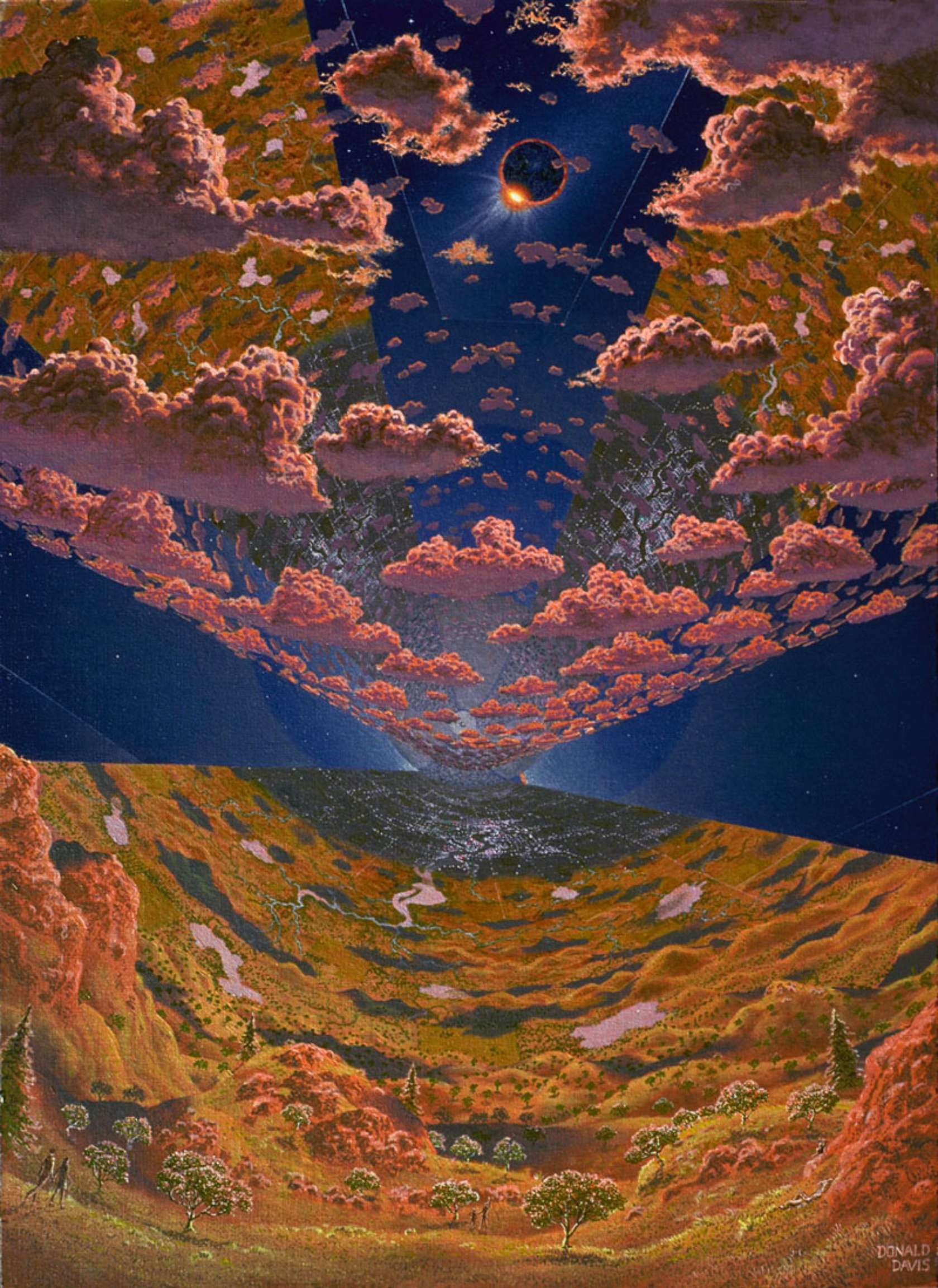
Une vue possible depuis l'intérieur viable d'une autre mégastructure, le cylindre O'Neill.

L'idée de Dyson a ouvert la voie à d'autres hypothèses quant à l'existence de mégastructures, construites par des civilisations extraterrestres. Le mathématicien lui-même, en 2003, dans son article Looking for life in unlikely places : reasons why planets may not be the best places to look for life, a proposé la possibilité qu'une civilisation utilise des formes de vie dispersées dans l'espace, qu'il se représente comme des tournesols (sunflowers), pour collecter l'énergie des étoiles distantes.
Le pionnier de l’intelligence artificielle Marvin Minsky, à la suite du discours qu'a donné Dyson durant le congrès de Byurakan en 1971, suggère que des ordinateurs évolués pourraient tirer profit de la température du fond de rayonnement cosmique micro-onde pour dissiper leur chaleur,. Ces projets, qui peuvent être appelés d'astro-ingénierie, mégaprojets ou encore macroprojets spatiaux, incluent aussi l'idée des « cerveaux de Jupiter » (Jupiter Brains) élaborée par Anders Sandberg en 1999, suivie par celle de Robert J. Bradbury, en 2001, avec les « cerveaux de Matriochka » (Matrioshka Brains),. Il s'agit d'utiliser la masse et l'énergie de Jupiter, ou de tout autre astre, pour générer une puissance de calcul phénoménale, permettant ainsi, par exemple, de produire une réalité simulée. Nick Szabo a imaginé des sphères de Dyson immergées au sein de leurs étoiles parentes. Cette structure pourrait capter directement l'énergie thermonucléaire à sa source. Paul Birch, dans A Visit to SupraJupiter (1992), a développé l'idée d'enserrer la planète Jupiter dans une coquille rigide. La surface serait habitable (la gravitation y serait optimale pour l'homme) alors que l'énergie proviendrait du noyau de la planète. Dandridge MacFarlan Cole a imaginé quant à lui en 1963 d'utiliser un astéroïde pour établir une colonie spatiale. Il s'agirait de le creuser et de recueillir la lumière solaire au moyen de miroirs. Ces « bubbleworlds » pourraient être utilisés pour explorer la Galaxie. A. C. Charani pense qu'il est envisageable de créer une sphère de Dyson miniature, autour d'un astéroïde, ce qui permettrait de le stabiliser et de lui adjoindre une atmosphère viable. Pour démanteler une planète comme Jupiter, le professeur russe G. Pokrovskii suggère de construire un patron en forme de cuvette et constitué d'une série de ceintures, chacune tournant à sa propre vitesse.

## Propriétés

### Conception
La sphère de Dyson requiert une masse importante de matière. La solution la plus plausible serait d'utiliser, soit celle de Jupiter, soit celle, pour une structure plus réduite, de la Terre. Dans ce dernier cas, Dyson imagine le moyen de désassembler la planète bleue en utilisant des enroulements métalliques et en produisant un champ toroïdal courant horizontalement suivant les latitudes. La Terre deviendrait ensuite l'armature d'un gigantesque moteur électrique qui exercerait une contrainte intense sur sa surface équivalent à 8 × 10−4 bar. L'accélération angulaire serait de 9 × 10−16 rad/s2. Près de 2 500 ans suffiraient à démanteler la masse terrestre, à raison d'une demande énergétique de 6 × 1019 W soit 1,5 × 10−7 fois la puissance totale fournie par le Soleil. Pour Martin Beech, la sphère de Dyson est l'un des principaux moyens d'astro-ingénierie, mais sa conception requiert un niveau technologique si avancé qu'il ne peut que suivre la terraformation de Vénus et de Mars.

### Localisation
Les sphères hypothétiques imaginées par Freeman J. Dyson seraient situées au sein des écosphères, ou zones d'habitabilité continuelles (continuously habitable zone, ou CHZ) de la galaxie. Au sein d'un système solaire, la structure serait située à une distance d'environ une unité astronomique (AU) de son étoile parente, soit approximativement à une distance similaire à celle de l'orbite de la Terre. Cette orbite idéale est également celle favorable à l'état liquide de l'eau.

### Structure

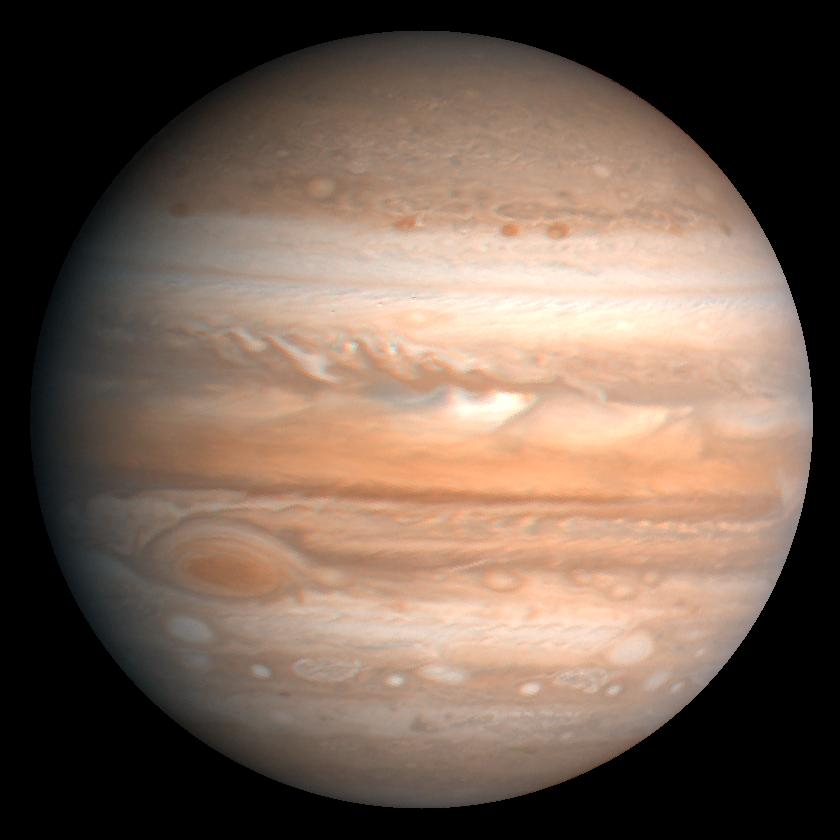
La planète Jupiter pourrait servir de matière première pour la construction d'une sphère de Dyson

Si Dyson a pensé à une structure sphérique d'une épaisseur de 2 à 3 m seulement, soit une masse de 200 g/cm2, d'autres auteurs ont imaginé des conceptions différentes. C.N. Tilgner et I. Heinrichsen évoquent la possibilité d'une forme annulaire. La masse de cette structure serait donc similaire à celle de Jupiter, soit 2 × 1027 kg. En comparaison, la masse de la Terre vaut environ 6 × 1024 kg. Richard A. Carrigan considère en conséquence qu'il faut entre 3 000 et 4 000 années pour créer une pareille structure (en partant du principe que le taux d'accroissement démographique est de 1 % par an). Le coût énergétique pour bâtir une telle structure est équivalent à 800 années de radiation solaire selon Carrigan. Cette réalité fait que la construction d'une sphère de Dyson est initialement lente, en raison de la faible énergie disponible. Son édification augmenterait au fur et à mesure de sa capacité à capter toujours plus de radiation solaire, de manière exponentielle donc. Dans pareil cas, le délai total pour édifier cette mégastructure serait évalué à environ 103 années.
Afin de produire la gravité artificielle suffisante, la sphère doit être en rotation autour de son étoile parente. Mais le taux de rotation induit une contrainte mécanique énorme, la déformant en un sphéroïde oblong. Ainsi, même si l'intégrité de la sphère n'était pas compromise, seules les régions proches de son équateur devraient être habitables. Sur ce point, l'idée de Dyson a été critiquée. Papagiannis (1985) a démontré par le calcul qu'une coquille sphérique rigide ne peut être construite, compte tenu de la force gravitationnelle, de la pression des rayonnements solaires et des effets centripètes. Suivant ce raisonnement, Papagiannis considère que seul 1 % de la lumière émise par l'étoile parente pourrait être captée,. Une sphère de type II serait par ailleurs instable, car la moindre collision, avec un astéroïde ou une comète par exemple, causerait une dérive de la structure et, même, un effondrement sur son soleil. L'instabilité d'une sphère de Dyson, le fait qu'elle dériverait très certainement par rapport à son orbite idéale, constitue une autre critique de l'hypothèse de Dyson,.

### Température
Une étoile contenue dans une sphère de Dyson ne serait pas directement visible de l’univers extérieur, mais la sphère émettrait par elle-même une quantité équivalente d’énergie sous forme de lumière infrarouge à cause de la transformation du rayonnement de l’étoile en chaleur ; c'est donc une source observable de « radiation infrarouge d'origine artificielle » selon l'expression du mathématicien. Jun Jugaku estime que même si un centième de l'énergie de son soleil est utilisée par la sphère, et si cette dernière est maintenue à une température de 300 K, alors elle devrait être facilement détectable puisque sa magnitude la rendrait observable par photométrie infrarouge à la longueur d'onde de 12 µm. De plus, comme les sphères de Dyson seraient composées de matière solide au lieu de gaz chauds, leur spectre d’émission ressemblerait plus au spectre d’un corps noir qu’à celui d’une étoile ordinaire, qui a des propriétés d’absorption introduites dans l’atmosphère stellaire. Dyson a proposé que les astronomes cherchent des « étoiles » géantes présentant des anomalies afin de détecter des civilisations extraterrestres avancées, mais les résultats sont encore sujets à caution. Selon Viorel Badescu, la température ambiante de la sphère doit être proche de celle du corps humain. Sa conception doit aussi permettre le meilleur rendement possible de production d'électricité. Son rayon doit donc dépendre de la température ambiante recherchée.
La sphère de Dyson peut être un essaim d'habitats artificiels et de mini planètes capables d'intercepter l'essentiel de l'énergie radiée par l'étoile parente. L'énergie solaire captée (à une unité astronomique, elle équivaut à 1 361 W/m2) peut être directement convertie par divers procédés tels que : serres, chauffage, cellules photovoltaïques, entre autres procédés. En vertu de la seconde loi de la thermodynamique, l'excédent d'énergie doit être rejeté dans l'espace alentour ; la température de la sphère devrait donc atteindre en surface 200 à 300 K. En vertu du principe de médiocrité, l'exemple du Système solaire doit être pris comme le seul référent théorique. L'utilisation efficace de l'énergie de l'étoile serait donc accomplie et le signe visible tient dans le fait que la température de la sphère est beaucoup plus faible que la température effective de son étoile. L'efficacité thermodynamique (notée « η ») de la sphère (notée « DS ») par rapport à la température (« T ») se formule ainsi : {\displaystyle \eta =1-{\frac {T(DS)}{T(\mathrm {{\acute {e}}toile} )}}}. La sphère de Dyson doit donc absorber le maximum de la radiation solaire dans le visible et émettre dans la longueur d'onde infrarouge la plus élevée du spectre.

### Déplacement

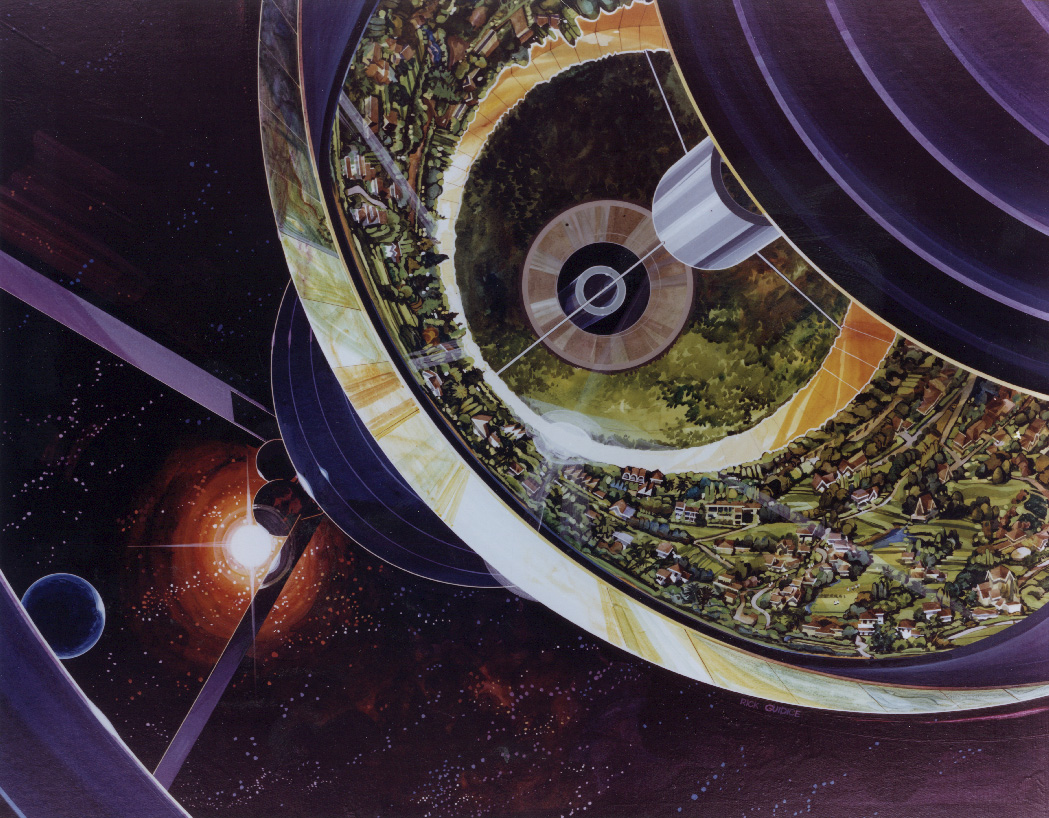
Une sphère de Bernal

Dans son article de 1966, Dyson a évoqué la possibilité que la biosphère artificielle puisse se déplacer, et, ainsi, permettre à la civilisation la contrôlant de voyager d'un système solaire à un autre. La sphère permettrait ainsi de puiser l'énergie nécessaire à une migration interstellaire. Un déplacement à une vitesse de l'ordre de 2 000 km/s n'utiliserait que 40 % de la radiation solaire captée. Le carburant proviendrait d'une masse équivalente à celle de Jupiter, embarquée au sein de la sphère, masse qui permettrait de naviguer ainsi pendant un million d'années. Une civilisation si avancée atteindrait une étoile en cent mille ans, étant donné qu'en moyenne il y a une étoile toutes les trois années-lumière. L'étoile embarquée entrerait alors en interaction avec l'étoile visitée, créant une nouvelle poussée permettant de continuer le voyage.
Viorel Badescu et Richard Brook Cathcart évoquent également la possibilité que la sphère serve de « moteur stellaire » (stellar engine),. Il a été également envisagé un déplacement au moyen de voiles solaires.

## Solution au paradoxe de Fermi
Le paradoxe de Fermi est un questionnement quant à l'absence de signes d'une civilisation extraterrestre, alors même que l'Univers est ancien et que le nombre de mondes abritant l'intelligence devrait donc être élevé. Plusieurs solutions ont tenté d'expliquer ce paradoxe, ce « grand silence ». Au moyen de son hypothèse de biosphères artificielles, Dyson pense qu'une civilisation de type II n'aurait aucun besoin de quitter son étoile d'origine. Grâce à une sphère de Dyson enserrant son soleil, elle pourrait en capter toute l'énergie nécessaire, sans avoir à explorer la Galaxie. Les extraterrestres pourraient tout aussi bien rester chez eux pour des raisons philosophiques, ou parce qu'ils auraient développé un puissant environnement virtuel dans lequel ils vivraient totalement.
Dans un article de 1966, intitulé The Search for Extraterrestrial Technology, Dyson considère que la meilleure preuve d'une activité extraterrestre passe par la recherche de signes technologiques, et non par celle des signaux intelligents : « c'est la technologie, et non l'intelligence que nous devons rechercher » explique-t-il. Or, en raison de l'immensité de l'espace, « la technologie que nous avons le plus de chances de détecter est celle qui s'est accrue au cours du temps, jusqu'à atteindre une extension importante ». Selon Dyson, trois règles en la matière sont à prendre en compte. Premièrement, on doit établir les caractéristiques des plus grandes activités artificielles imaginables. Cette technologie doit être recherchée au sein du cadre des lois physiques, sans tenir compte des motivations sociétales et culturelles. Secondement, on ne doit envisager une technologie qu'à partir de ce que l'on connaît sur Terre des possibilités technologiques. Enfin, il faut ignorer la problématique du coût économique. Ce dernier ne s'envisage en effet que sur de courtes échelles de temps. En effet, si l'on part du principe qu'une croissance économique extraterrestre serait semblable à la nôtre, et donc, progresserait d'au moins 1 % par an, ces problèmes seraient résolus dans une échelle de temps de l'ordre du millier d'années, ce qui est négligeable à l'échelle des temps astronomiques. En considérant la démographie et l'économie, la croissance démographique est, par voie de conséquence, hors de contrôle pour des civilisations supérieures à la nôtre. Dans un article de 1979, « Time Without End: Physics and Biology in an Open Universe », Dyson calcule que, au sein d'un univers ouvert, la communication interstellaire entre civilisations peut continuer pour toujours, même après la disparition des astres produisant de l'énergie.
La recherche de civilisations extraterrestres utilise principalement l'outil statistique dit « équation de Drake », élaborée par le scientifique du même nom en 1961. Richard A. Carrigan propose de la préciser en ajoutant la probabilité d'existence de sphères de Dyson, qu'il formule ainsi : {\displaystyle N_{Dy}=f{\frac {L_{Dy}}{L_{c}}}}, — « NDy » étant la fraction de biosphères artificielles dans la Galaxie alors que LDy est la durée de vie moyenne d'une sphère de Dyson ; « Lc » est la durée de vie moyenne d'une étoile. Carrigan précise que cette durée de vie peut être plus longue que celle d'une civilisation.

## Variantes
Après la publication de l'article de Dyson, plusieurs réactions ont suivi, dans Science, pointant le fait qu'une structure sphérique de cette taille engendrerait des problèmes mécaniques énormes. Dyson a répondu qu'il envisagerait surtout une collection lâche de plus de cent mille objets voyageant sur des orbites indépendantes dans une coquille d'environ un million de kilomètres d'épaisseur. Cet arrangement peut être considéré comme la sphère de Dyson de type II alors que l'hypothèse d'une coquille solide serait plutôt le type I. Pour Richard A. Carrigan, une sphère de Dyson partielle (comme un anneau) serait un objet plus pratique à fabriquer qu'une sphère complète, comme celle pensée initialement par le mathématicien. Il existe également une hypothèse sous forme de bulle.

### Coquille

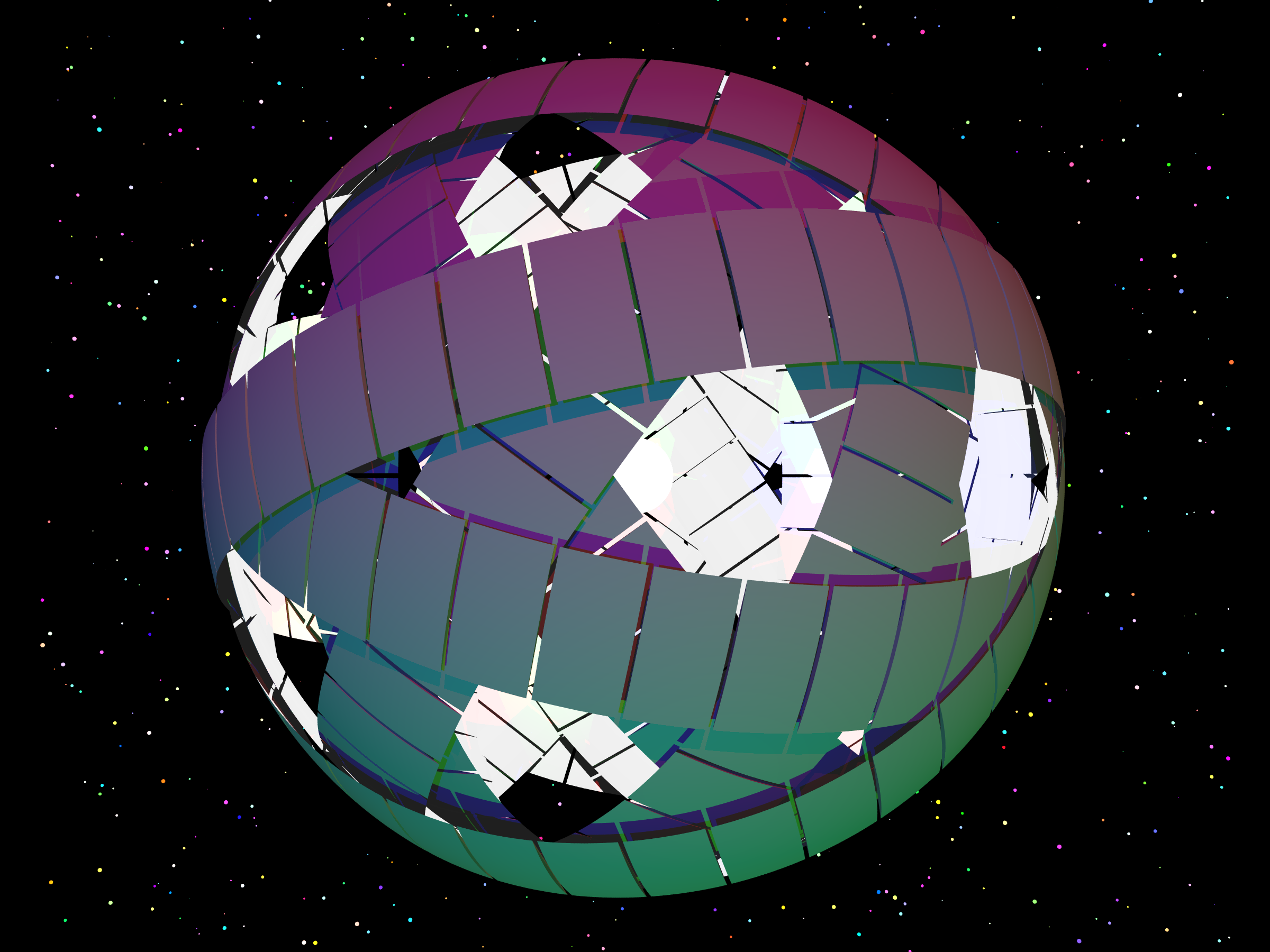
Une coquille de Dyson.

L'idée initiale de Dyson (nommée « type I » dans la littérature scientifique) est celle d'une coquille (shell), rigide et de faible épaisseur, enserrant une étoile. Pour Richard A. Carrigan, cette structure s'assimile à un planétoïde. Il s'agit donc d'une coquille uniforme solide autour de l’étoile, composée d'un revêtement intégral situé à une distance de l'étoile adaptée à la résistance du matériau. On la présente aussi souvent avec une couche atmosphérique et un sol sur la surface intérieure afin de fournir un environnement pour des formes de vie organiques. Une version alternative consiste en une série de coquilles incurvées dont chacune ne bloque qu'une partie du rayonnement solaire, ce qui permet d'en laisser une partie atteindre les planètes du Système solaire. Cette solution permet de sauvegarder la biosphère terrestre.

### Essaim

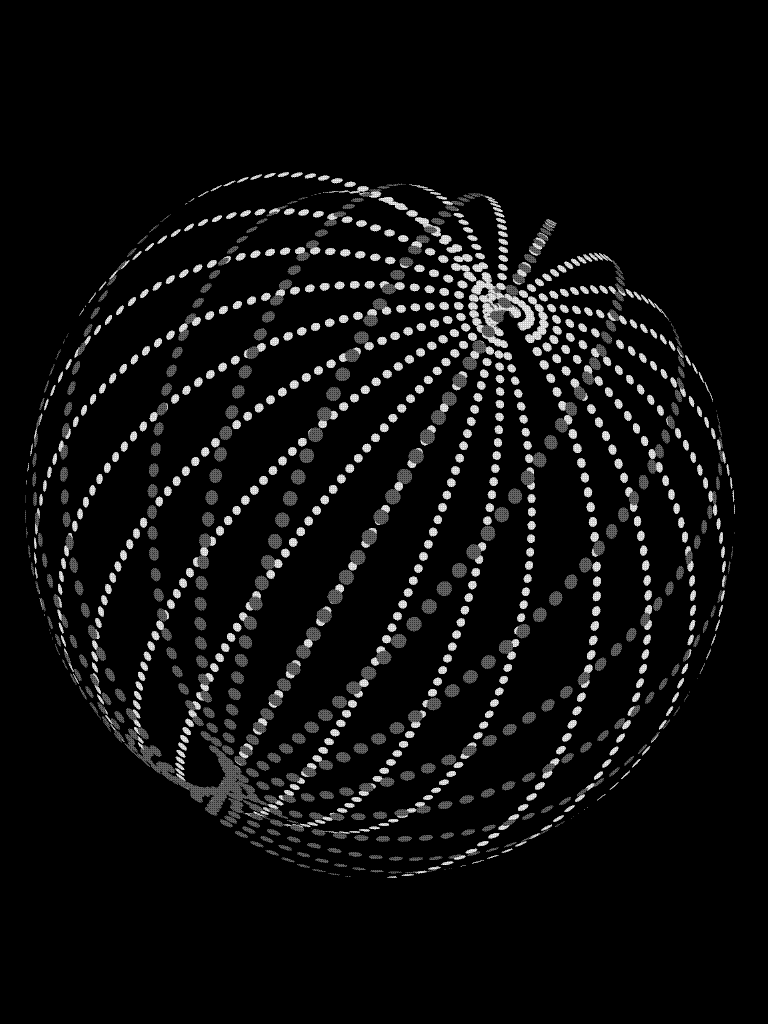
Un essaim de Dyson.

En réponse à une critique visant la stabilité et la résistance mécanique de ses sphères initiales, décrites dans son article de 1960, Dyson précise les caractéristiques de cette structure en essaim (swarm) dans son article de 1966. Permettant d'éviter les collisions et aptes à conserver une orbite stable autour de son étoile, l'« essaim de Dyson » est composé d'un nombre d'objets défini par la formule : {\displaystyle N={\frac {4\pi R^{2}}{D^{2}}}=4\pi \left({\frac {\rho }{T}}\right)\left({\frac {GM}{R}}\right)=6000} (nombre d'objets sur une orbite terrestre basse ou 2 × 105 objets sur une orbite permettant de capter l'énergie solaire), répartis suivant une figure d'octaèdre. En réalité, les points de la figure complète seraient situés en des lieux spatiaux où la déformation gravitationnelle est la plus faible. L'ensemble forme une coquille sphérique, à la fois rigide et légère, d'une masse d'environ un cent-millième de la masse terrestre. La sphère afficherait donc une densité de surface de 3 g/cm2, ce qui est tout à fait adéquat pour y fixer des réflecteurs solaires et pour supporter un champ de gravité artificielle.
Richard A. Carrigan distingue la sphère de Dyson pure (intégrale, comme une coquille), de celle partielle, sous forme d'essaim. Cette seconde configuration est plus pratique et moins coûteuse selon lui. Selon Bob Jenkin, la structure en essaim consiste en un grand nombre de collecteurs solaires indépendants en orbite en une formation dense autour de l’étoile. Les collecteurs solaires peuvent varier en taille et en forme, et comprendre des habitations spatiales pour y faire vivre des créatures biologiques, mais en groupe elles intercepteraient collectivement presque toute l’énergie lumineuse de l’étoile. Plusieurs types d’orbites ont été proposés pour les collecteurs, chacun avec différents avantages et inconvénients. Quel que soit le type choisi, certains collecteurs solaires passent une partie de leurs orbites à l’ombre d’autres collecteurs solaires, réduisant ainsi l’efficacité de la sphère. Comme les collecteurs opèrent indépendamment les uns des autres, un essaim de Dyson peut être construit de manière incrémentale sur une longue période de temps et fournir de l’énergie utile pendant ce temps. Pour M. D. Papagiannis, l'essaim est une hypothèse beaucoup plus réaliste que celle de la coquille, cependant une telle structure ne peut capter que 1 % de la radiation solaire. K. G. Suffern compare l'habitabilité de l'essaim de Dyson par rapport à l'idée du cylindre O'Neill.

### Bulle

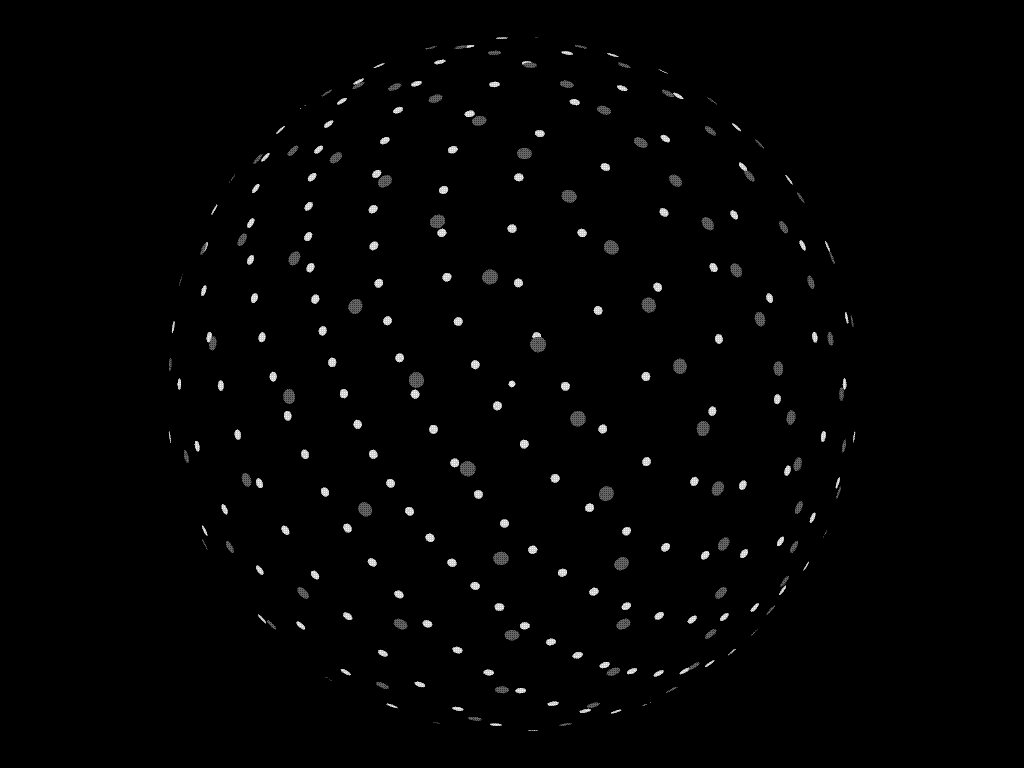
Une bulle de Dyson.

Un troisième type de sphère de Dyson, appelé « bulle de Dyson », est parfois considéré. Composée de « statites » (mot-valise de statique et satellite) qui flotteraient immobiles par rapport au Soleil englobé en utilisant la pression de la lumière, cette structure requiert une masse si faible qu’elle pourrait être construite à partir de la matière contenue dans un petit satellite ou dans un grand astéroïde. Cependant, une bulle de Dyson de ce type a peu d’applications pratiques : récolter de l’énergie serait difficile de par sa faible masse et sa dépendance en une haute réflectivité, aussi en est-il rarement question.

### De dimension galactique

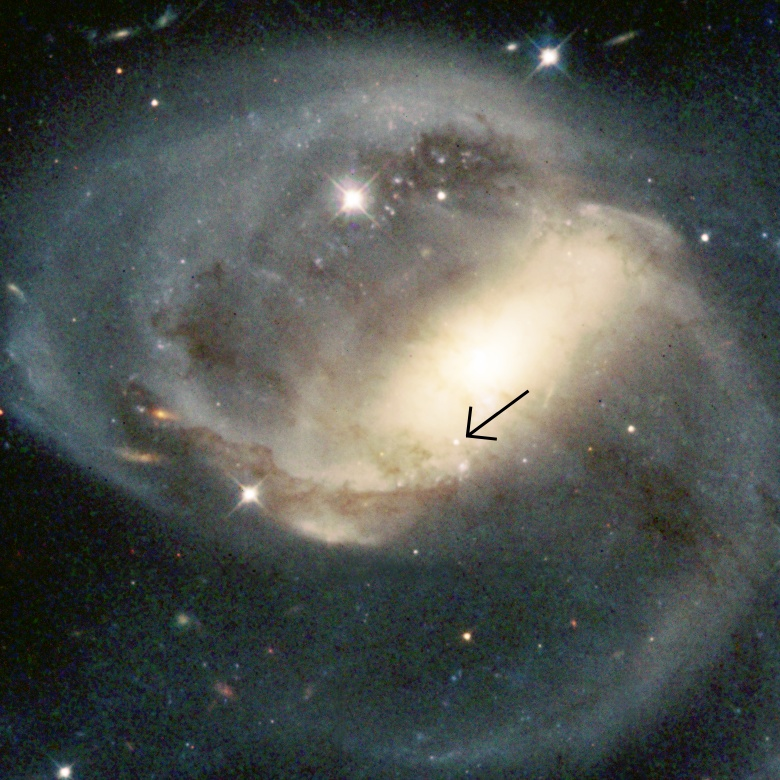
Les quasars pourraient être de possibles sphères de Dyson à l'échelle galactique. Ici, une source quasar au sein de la galaxie NGC 7319.

Des auteurs ont proposé des structures de Dyson à l'échelle d'une galaxie. Ce type de mégastructure utiliserait l'énergie totale radiée par les milliards d'étoiles formant la galaxie. Kardashev a proposé le premier l'idée qu'une civilisation dite de type III puisse mener des projets d'astro-ingénierie aux dimensions d'une galaxie. Cette hypothèse comprend aussi l'alternative selon laquelle la galaxie pourrait être peuplée de millions de sphères de Dyson individuelles. De telles mégastructures seraient visibles jusqu'à des limites très avancées de l'Univers visible. Certains auteurs (Annis, Zwicky), selon Richard A. Carrigan, établissent un rapport entre certains objets cosmologiques exotiques (tels les quasars) et les sphères de Dyson galactiques. Carrigan évoque également la possibilité que les « bulles de Fermi » récemment détectées par le télescope Fermi, sorte de vide dans la lumière visible, aux dimensions considérables, soient des mégastructures permettant de capter l'énergie radiée par les étoiles environnantes. Plusieurs galaxies abriteraient de telles bulles de Fermi, dont, en particulier, M51, observée par Spitzer en 2008.

## Observations astrophysiques

### Domaine d'observation
À la suite de la proposition de Dyson en 1960, de nombreuses recherches ont été effectuées,, mais aucune cible, jusqu'à 80 années-lumière, ne s'apparente à une sphère de Dyson. Des observations plus lointaines (10 000 à 20 000 années-lumière) ont également été infructueuses. Si les sphères de Dyson existent, alors elles devraient émettre un rayonnement infrarouge semblable à celui d'un corps noir de plusieurs centaines de kelvin. Dès 1966, Carl Sagan et Russel G. Walken préconisent l'observation des émissions infrarouges, dans une bande de 8 à 13 µm. En 1984, Michael D. Papagiannis explique qu'il faut rechercher « de petits excès d'émissions infrarouges », les sphères de Dyson ne pouvant occulter que 1 % de la radiation solaire.
Selon C. N. Tilgner et I. Heinrichsen, deux problèmes se posent en ce qui concerne leur observation : la sensibilité du système de détection infrarouge doit être optimale et la confusion avec d'autres objets cosmologiques, tels des nuages de poussière, est possible. Les conditions de détection doivent permettre de repérer un flux de 100 mJy d'une longueur d'onde d'environ 60 µm. Tilgner et Heinrichsen pensent pouvoir détecter des sphères de Dyson en étudiant l'excès de diffusion infrarouge de leurs étoiles respectives. La luminosité infrarouge de ces dernières devrait en effet fluctuer de 0,1 % (7 µm) à 6 % (60 µm). Selon eux, le satellite Infrared Space Observatory avec son photomètre ISOPHOT est le meilleur outil pour détecter des possibles sphères de Dyson, car il observe la bande de 2 à 240 µm. Selon Carrigan, comme pour Jun Jugaku, le télescope spatial IRAS, et en particulier son spectromètre à basse résolution (LRS), est l'outil idéal pour une telle investigation. Capable d'observer des sources infrarouges en dessous de 600 K, l'IRAS couvre 96 % du ciel. Pour Carrigan, la résolution angulaire du télescope Spitzer est 10 à 20 fois plus efficiente que celle de l'IRAS alors que sa sensibilité est trois fois plus haute. Spitzer et le catalogue GLIMPSE (pour : Galactic Legacy Infrared Mid-Plane Survey Extraordinaire) sont les outils d'observation capables de poursuivre la recherche de possibles sphères de Dyson.
L'astronome Luc Arnold a montré qu'il serait possible de détecter des structures artificielles autour des étoiles, telles des sphères de Dyson, à l'occasion de recherches d'exoplanètes par la méthode des transits.

### Observations réalisées

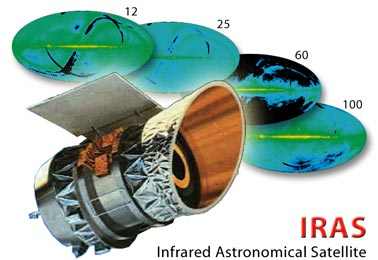
Le télescope spatial travaillant dans l'infrarouge, IRAS

Les observations de V. I. Slysh (1985), utilisant les données infrarouges du télescope spatial IRAS, ont été menées sur 200 000 objets. Plusieurs sources d'émission ont été retenues et analysées, mais aucune ne peut être rapprochée avec certitude d'une sphère de Dyson. Les observations ont permis de conclure que de tels objets artificiels peuvent être confondus avec de minces nuages de poussière entourant les géantes rouges. Nikolaï Kardachev, M. Y. Timofeev, et V. G. Promyslov ont réalisé en 2000 de nouvelles observations au moyen de la base de données de l'IRAS. Ils n'ont également pu conclure quant à l'existence avérée de mégastructures semblables à celles décrites par Dyson.
Sur les 250 000 sources infrarouges détectées, trois candidates potentielles au titre de sphère de Dyson (« Quasi-Dyson Spheres », QDS) ont été détectées dans l’Univers connu grâce au télescope spatial IRAS (satellite astronomique infrarouge) et aux travaux de Jun Jugaku, professeur d’astrophysique à l'Université Tōkai, au Japon, en 2003,. Jugaku et Nishimura ont utilisé le catalogue de Wolley et alii (1970) qui liste 1 744 systèmes solaires. Ils ont ciblé 887 étoiles de types spectraux F, G et K et d'une luminosité de classes IV, V et VI. Ils ont ensuite croisé ces données avec celles de l'IRAS Point Source Catalog (1988) et ont mis en évidence 458 étoiles émettant des radiations dans l'infrarouge lointain d'une longueur d'onde de 12 microns (12 µm). Près de 384 étoiles enfin ont été observées, avec une émission infrarouge supplémentaire ; trois d’entre elles avaient un rayonnement particulièrement important, donc, artificiel selon l’étude. Celle-ci n’a pas été contredite dans ses résultats mais dans son interprétation et le professeur Jugaku lui-même reste réservé sur la nature de ces objets : même s’ils en présentent les caractéristiques, rien ne prouve que ce soient des sphères de Dyson.
Richard A. Carrigan parle, en ce qui concerne la recherche d'hypothétiques sphères de Dyson, d'« archéologie interstellaire » (cosmic archaeology). Selon lui en effet, de nombreux objets célestes possèdent des signatures infrarouges proches de celles attendues dans le cas d'une sphère de Dyson. Les phases de naissance et de mort des étoiles, les nuages de poussière, les étoiles naissantes (entourées de disques de poussière), certaines régions opaques, les étoiles variables de type Mira, les nébuleuses planétaires et enfin les étoiles de la branche asymptotique des géantes (AGB) peuvent être prises pour des sphères de Dyson. Carrigan cite deux autres objets qui risquent de perturber la recherche de signaux infrarouges hypothétiquement créés par des civilisations extraterrestres : la molécule SiO et les ions hydroxyde (OH−) expulsés après la mort d'une étoile, et les étoiles carbonées. Carrigan a utilisé, en 2009, de manière combinée, le spectromètre à basse résolution du télescope spatial IRAS et le catalogue Calgary (qui compile 11 224 sources infrarouges) afin d'investiguer une région de température entre 100 K et 600 K. En appliquant plusieurs filtres permettant d'affiner la recherche, Carrigan arrive à isoler 16 sources comme autant de candidates possibles à satisfaire aux propriétés d'une sphère de Dyson. Toutes ces sources retenues se distribuent dans le plan galactique, jamais dans le bulbe. Finalement, trois de ces sources (IRAS 00477−4900, IRAS 02566+2938, et IRAS 19405−7851) ont un profil infrarouge proche de celui attendu. Carrigan conclut qu'on ne peut toutefois être assuré d'observer d'authentiques sphères de Dyson. Il conseille que le programme SETI, au moyen du Allen Telescope Array (ATA), radioécoute ces 16 sources.
En 2015 et 2016 les étoiles KIC 8462852 et EPIC 204278916 connaissent des variations de luminosité laissant penser à une sphère de Dyson en construction,.

## Dans la fiction

### Science-fiction

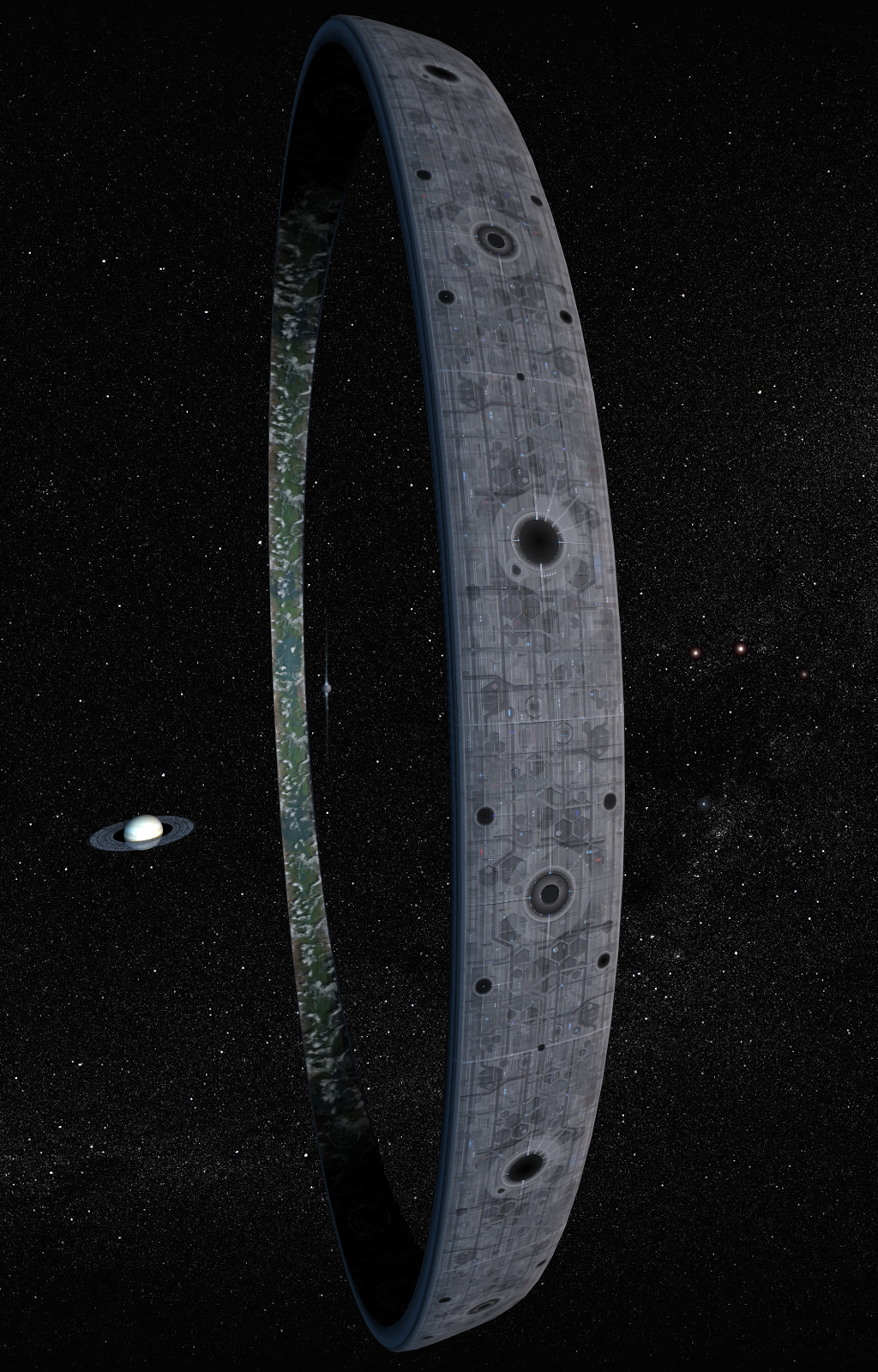
Les récits de science-fiction mettent en scène des mégastructures semblables à celles de Dyson. Ici, un anneau-monde tiré du jeu vidéo Halo.

Dans Les Vaisseaux du temps, de Stephen Baxter, récit venant à la suite de La Machine à explorer le temps d’H. G. Wells, le narrateur voyage dans un futur dans lequel les sphères de Dyson sont très répandues. Ces structures spatiales se retrouvent dans divers récits de science-fiction : dans Le Vagabond (The Wanderer) (1964) de Fritz Leiber, dans Deception Well (1997) de Linda Nagata, dans L’Anneau-Monde de Larry Niven, mais dont la stabilité est réfutée dans Les Ingénieurs de l'Anneau-Monde, chez Frederik Pohl et Jack Williamson (Cuckoo, 1975–1983 et Wall Around a Star, 1983), chez Bob Shaw (Orbitsville, 1975–1990), Tony Rothman (The World Is Round, 1978), Somtow Sucharitkul (Inquestor, 1982–1985), Timothy Zahn (Spinneret, 1985), James White (Federation World, 1988), David Brin (Heaven’s Reach, 1998), Peter F. Hamilton (L'Étoile de Pandore, 2004), et chez Gregory Benford (Eater, 2000). Robert Silverberg dans Across a Billion Years (1969) évoque une sphère de Dyson de type II.
Dans la trilogie Forerunner de Greg Bear (2011-2013), la sphère de Dyson est le moyen de sauver l'univers des Floods par le Didacte.
Divers auteurs de science-fiction ont apporté des modifications à la proposition initiale de Dyson. Pour Dan Alderson, une structure en double sphère, consistant en deux coquilles avec une atmosphère régnant entre les deux parties, serait plus adaptée à la vie spatiale. Il propose aussi l'idée d'un disque à la ressemblance d'un vinyle, avec le Soleil en son centre et couvrant une distance allant jusqu'aux orbites de Mars ou de Jupiter. Il peut aussi s'agir de sphères concentriques interconnectées, comme dans le cycle de Cageworld (1982–1983) de Colin Kapp et dans Asgard trilogy (1979–1990) de Brian Stableford. Pat Gunkel propose la construction d'une mégastructure nommé « topopolis (en) », ressemblant à un macaroni, comportant un creux et enserrant le Soleil. Omale, de Laurent Genefort, est un monde créé sur le modèle d’une sphère de Dyson. Dans le roman « Le printemps russe » (Russian Spring) (1991) de Norman Spinrad, une sphère de Dyson prouve à l’humanité l’existence d’une civilisation extraterrestre très avancée. Le roman Spin (2007), de Robert Charles Wilson, traite des sphères de Dyson en tant qu’amas de collecteurs formant un réseau intelligent qui recouvre des planètes en fin de vie d’une membrane protectrice. L'Éveil d'Endymion, dernier opus du « cycle d’Hypérion » de Dan Simmons, décrit une véritable sphère de Dyson ayant surtout une fonction d'habitat. Dans L'Étoile de Pandore (2004), de Peter F. Hamilton, on trouve deux étoiles entourées de sphères de Dyson, qui ont pour fonction d'éviter l'expansion de civilisations extraterrestres belliqueuses. Enfin Flashforward (1999) de Robert J. Sawyer y fait référence. Dans la série de romans « Nous sommes Bob » (2018-2019), de Dennis E. Taylor, une race extraterrestre veut construire une sphère de Dyson autour de son soleil natal.

### Cinéma, télévision et jeux vidéo
Dans la série Star Trek : La Nouvelle Génération, l'épisode 4 de la saison 6 (Reliques (Relics)) présente une sphère de Dyson. Le vaisseau spatial Enterprise-D découvre une sphère d'une taille comparable à celle de l'orbite d'une planète et, à sa surface, un vaisseau en perdition, le Jenolen ainsi qu'un téléporteur bloqué en boucle depuis 75 ans. En le réactivant, ils font réapparaître le capitaine Montgomery Scott, ancien ingénieur en chef de l'Enterprise-A. La série Andromeda présente deux sphères de Dyson, dans les épisodes Its Hour Come Round At Last et The Widening Gyre. Dans Crest of the Stars, la capitale de l'empire humain, Lakfakale, est alimentée au moyen d'une sphère autour de son étoile.
Dans le jeu vidéo Freelancer, développé par Digital Anvil, les êtres extraterrestres appelés « Nomades » ont conçu une sphère de Dyson autour de l'étoile de leur système solaire original.
Dans le jeu vidéo Stellaris, la construction de sphères de Dyson est rendue possible grâce à l'extension Utopia[réf. nécessaire].
Dans l'univers de Marvel Comics, la mutante Lila Cheney vit dans une sphère de Dyson.
Dans le jeu vidéo Dyson Sphere Program, la construction d'une sphère de Dyson est l'objectif principal.
Le film américain de 2022 Moonfall reprend ce concept et l'applique à la Lune qui renferme une naine blanche.

## Sphère de Dyson construire par l'IA pour l'IA
Daniel kokotajlo, philosophe, prospectiviste, ancien chercheur chez OpenAI et acteur influent des discussions sur la sécurité et l'alignement de l'IA générale et de la superintelligence artificielle,,, a travaillé sur les scenarii à court terme, et les trajectoires potentielles de telles IA à plus long termes. Il estime qu'une IA de type superintelligence aurait pour se développer besoin d'énormes capacités de calcul et donc un besoin exponentiel en énergie, qui l'amènerait à terme à devoir expoiter une étoile, ce qui pourrait se faire via une sphère de Dyson.  Après une progression extrêmement rapide des capacités de l'IA, c'est l'un des futurs possibles envisagés pour des civilisations de Type II sur l'échelle de Kardashev (capables de capter l'intégralité de l'énergie de leur étoile), par les scenarii du rapport "AI 2027" (co-écrit par Kokotajlo et Scott), publié en avril 2025.

#### Monographies
- (en) Stephen Webb, If the Universe Is Teeming with Aliens... Where Is Everybody ? : Fifty Solutions to Fermi's Paradox and the Problem of Extraterrestrial Life, Springer, 2002, 299 p. (ISBN 978-0-387-95501-8, lire en ligne)
- (en) Michael Michaud, Contact with Alien Civilizations : Our Hopes and Fears about Encountering Extraterrestrials, New York, Copernicus Books, 2007, 466 p. (ISBN 978-0-387-28598-6, lire en ligne [PDF])
- (en) Brian M. Stableford, Science fact and science fiction : an encyclopedia, Routledge, 2006, 729 p. (ISBN 978-0-415-97460-8, lire en ligne)
- (en) Viorel Badescu, Richard Brook Cathcart et Roelof D. Schuiling, Macro-engineering : a challenge for the future, vol. 54, Springer, coll. « Water science and technology library », 2006 (ISBN 978-1-4020-3739-9)
- (en) Freeman J. Dyson, Imagined Worlds, Harvard University Press, 1998, 224 p.

#### Articles
- (en) Poul Anderson, « Letters to the Editor : Artificial Biosphere », Science, vol. 132, no 3421,‎ 22 juillet 1960, p. 251-252 (DOI 10.1126/science.132.3421.250, lire en ligne)
- (en) Luc F. A. Arnold, « Transit Light-Curve Signatures of Artificial Objects », The Astrophysical Journal, The American Astronomical Society, no 627,‎ 1er juillet 2005, p. 534-539 (lire en ligne)
- (en) Viorel Badescu, « On the radius of Dyson’s sphere », Acta Astronautica, vol. 36, no 2,‎ 1995, p. 135-138 (présentation en ligne)
- (en) Robert J. Bradbury, « Dyson Shells: A Retrospective », Proceedings, Seattle, Aeiveos Corporation, no 4273,‎ 2001 (DOI 10.1117/12.435373, lire en ligne)
- (en) Robert J. Bradbury, « Dyson Shell Supercomputers as the Dominant 'Life           Form' in Galaxies », dans Bioastronomy 99: A New Era in Bioastronomy, Kohala Coast, Hawaii, 1999 (lire en ligne)
- (en) Richard A. Carrigan, « IRAS-based whole-sky upper limit on Dyson spheres », The Astrophysical Journal, vol. 698, no 2,‎ juin 2009, p. 2075-2086 (DOI 10.1088/0004-637X/698/2/2075, lire en ligne)
- (en) Richard A. Carrigan, « Starry Messages: Searching for Signatures of Interstellar Archaeology », Journal of British Interplanetary Society, Batavia, Fermi National Accelerator Laboratory, vol. 63, no 90,‎ 2010 (lire en ligne)
- (en) Richard A. Carrigan, « Progress on IRAS-based Whole-Sky Dyson Sphere Search », Bioastronomy, San Francisco, Astronomical Society of the Pacific, vol. 420,‎ 2007, p. 415-420 (lire en ligne)
- (en) A. C. Charania, « Dyson Asteroid Shells: Hollow Worlds from the Outside-In », dans 26th International Symposium on Space Technology and Science (ISTS), Hamamatsu, Japon, 1-8 juin 2008 (présentation en ligne)
- (en) Milan M. Ćirković et Robert J. Bradbury, « Galactic gradients, postbiological evolution and the apparent failure of SETI », New Astronomy, vol. 11, no 8,‎ 2006, p. 628-639 (DOI 10.1016/j.newast.2006.04.003, lire en ligne)
- (en) Freeman J. Dyson, « Search for Artificial Stellar Sources of Infrared Radiation », Science, vol. 131, no 3414,‎ 3 juin 1960, p. 1667-1668 (DOI 10.1126/science.131.3414.1667)
- (en) Freeman J. Dyson, « The Search for Extraterrestrial Technology », dans Selected papers of Freeman Dyson with commentary, New York, American Mathematical Society, 1996, 566-572 p. (ISBN 9780821805619, lire en ligne)
- (en) Freeman J. Dyson et Richard Carrigan, « Dyson sphere », Scholarpedia, vol. 4, no 5,‎ 2009, p. 6647 (DOI 10.4249/scholarpedia.6647, lire en ligne)
- (en) Freeman J. Dyson, « Looking for life in unlikely places: reasons why planets may not be the best places to look for life », International Journal of Astrobiology, vol. 2, no 02,‎ 2003, p. 103-110 (DOI 10.1017/S147355040300153, présentation en ligne)
- (en) Freeman J. Dyson, « Letters to the Editor : Artificial Biosphere », Science, vol. 132, no 3421,‎ 22 juillet 1960, p. 253-254 (DOI 10.1126/science.132.3421.250, lire en ligne)
- (en) Anonyme, « Freeman J. Dyson. Shells Around Suns May Have Been Built », Science News Letters,‎ 18 juin 1960, p. 389 (lire en ligne)
- (en) Freeman J. Dyson, « Time Without End: Physics and Biology in an Open Universe », Reviews of Modern Physics, vol. 51, no 3,‎ juillet 1979, p. 447–460 (DOI 10.1103/RevModPhys.51.447, lire en ligne [PDF])
- (en) M. Harwit et Carl Sagan (éd.), « Appendix E: Infrared observations and Dyson civilizations », dans Communication with extraterrestrial intelligence (CETI) – conférence au Byurakan Astrophysical Observatory, Yerevan, USSR, 5-11 septembre 1971, Cambridge, MIT Press, 1979, 390-392 p.
- (en) Makoto Inoue et Hiromitsu Yokoo, « Type III Dyson Sphere of Highly Advanced Civilizations around a Super  Massive Black Hole », Journal of British Interplanetary Society, vol. 64,‎ 2011, p. 58-62« arXiv:1112.5519v1 », texte en accès libre, sur arXiv.
- (en) J. Jugaku et S. Nishimura, « A Search for Dyson Spheres Around Late-type Stars in the Solar Neighborhood », dans Bioastronomy 2002 : Life Among the Stars, Proceedings of IAU Symposium, San Francisco, ASP Conference Series, 2003 (lire en ligne), chap. 213, p. 437-438
- (en) Nikolaï Kardashev, M. Y. Timofeev, et V. G. Promyslov, « A search of the IRAS database for evidence of Dyson spheres », Acta Astronautica, vol. 46, no 10,‎ 2000, p. 655-659 (DOI 10.1016/S0094-5765(00)00028-X)
- (en) John Maddox, « Letters to the Editor : Artificial Biosphere », Science, vol. 132, no 3421,‎ 22 juillet 1960, p. 250-251 (DOI 10.1126/science.132.3421.250, lire en ligne)
- (en) M. D. Papagiannis, « Radio searches - Recent observations », dans The Search for Extraterrestrial Life: Recent Developments, D. Reidel Publishing, 1985, 263-270 p.
- (en) Carl Sagan et R. G. Walker, « The Infrared Detectability of Dyson Civilizations », Astrophysical Journal, no 144,‎ 1966, p. 1216-1218 (lire en ligne)
- (en) Eugene A. Sloane, « Letters to the Editor : Artificial Biosphere », Science, vol. 132, no 3421,‎ 22 juillet 1960, p. 252-253 (DOI 10.1126/science.132.3421.250, lire en ligne)
- (en) V. I. Slysh et M. D. Papagiannis (éd.), « Search in the Infrared to Microwave for Astroengineering Activity », dans The Search for Extraterrestrial Life: Recent Developments, Boston, Reidel Publications Company, 1985, 315-319 p. (présentation en ligne, lire en ligne)
- (en) K. G. Suffern, « Some thoughts on Dyson Spheres », Proceedings of the Astronomical Society of Australia, no 3,‎ 1977, p. 177-179 (lire en ligne)
- (en) C.N. Tilgner et I. Heinrichsen, « A program to search for dyson spheres with the infrared space observatory », Acta Astronautica, vol. 42, nos 11-12,‎ 1998, p. 607-612 (DOI 10.1016/S0094-5765(98)00015-0, lire en ligne)